# Greenland (Nou Hampshire)
Greenland és una població dels Estats Units a l'estat de Nou Hampshire. Segons el cens del 2007 tenia 3.395 habitants.

## Demografia
Segons el cens del 2000, Greenland tenia 3.208 habitants, 1.204 habitatges, i 892 famílies. La densitat de població era de 118,1 habitants per km².
Dels 1.204 habitatges en un 36,2% hi vivien nens de menys de 18 anys, en un 62,5% hi vivien parelles casades, en un 8,1% dones solteres, i en un 25,9% no eren unitats familiars. En el 19,2% dels habitatges hi vivien persones soles el 6,4% de les quals corresponia a persones de 65 anys o més que vivien soles. El nombre mitjà de persones vivint en cada habitatge era de 2,65 i el nombre mitjà de persones que vivien en cada família era de 3,07.
Per edats la població es repartia de la següent manera: un 26,5% tenia menys de 18 anys, un 4,4% entre 18 i 24, un 32,9% entre 25 i 44, un 26,2% de 45 a 60 i un 10,1% 65 anys o més.
L'edat mediana era de 38 anys. Per cada 100 dones de 18 o més anys hi havia 89,5 homes.
La renda mediana per habitatge era de 62.172$ i la renda mediana per família de 67.188$. Els homes tenien una renda mediana de 44.592$ mentre que les dones 31.815$. La renda per capita de la població era de 31.270$. Entorn del 3,6% de les famílies i el 5,9% de la població estaven per davall del llindar de pobresa.